# Густав Самуел Леополд (Пфалц-Цвайбрюкен)
Густав Самуел Леополд фон Пфалц-Цвайбрюкен-Клеебург (на немски: Gustav Samuel Leopold von Pfalz-Zweibrücken-Kleeburg; на шведски: Gustav av Pfalz-Zweibrücken; * 12 април 1670, дворец Стегеборг близо до Сьодершьопинг, Швеция; † 17 септември 1731, Цвайбрюкен, Германия) от по-младата линия Цвайбрюкен на род Вителсбахи, е 5. пфалцграф и херцог на Пфалц-Клеебург (1689 – 1731), 15. херцог на Пфалц-Цвайбрюкен и Пфалц-Велденц (1718 – 1731).

## Живот
Той е най-малкият син на пфалцграф и херцог Адолф Йохан фон Пфалц-Цвайбрюкен-Клеебург (1629 – 1689) и втората му съпруга графиня Елза Елизабет Нилсдотер Брахе цу Визингсборг (1632 – 1689). Баща му е по-малък брат на шведския крал Карл Х Густав.
От 1689 г. Густав е херцог на Клеебург и със смъртта на Карл XII от Швеция през 1718 г. става също херцог на Пфалц-Цвайбрюкен. През 1696 г. става католик. Густав мести резиденцията отново в дворец Цвайбрюкен и през 1720 г. подновява дворец Густавсбург в стил барок.
Той е последният мъжки представител на линията Пфалц-Клеебург на династията Вителсбах. След смъртта му е наследен от Христиан III от линията Пфалц-Биркенфелд-Бишвайлер.

## Фамилия
Първи брак: на 10 юли 1707 г. с пфалцграфиня Доротея фон Пфалц-Велденц (* 16 януари 1658, Лютцелщайн; † 17 август 1723, Страсбург), дъщеря на пфалцграф и херцог Леополд Лудвиг фон Пфалц-Велденц-Лютцелщайн (1625 – 1694) и Агата Христина фон Ханау-Лихтенберг (1632 – 1681). Те нямат деца. Развеждат се на 23 април 1723 г.
Втори брак: на 13 май 1723 г. в Цвайбрюкен морганатично за Луиза Доротея фон Хофман (* 30 март 1700, Саарбрюкен; † 14 април 1745, Франкфурт на Майн), дъщеря на главния ловен майстор Йохан Хайнрих фон Хофман. Тя е издигната от императора на 3 март 1724 г. на „графиня фон Хофман“. За Луиза Доротея през 1723 г. той построява дворец Луизентал.